# Francesc Prius Planas
Francesc Prius Planas (Reus, 1836 - ?) va ser un empresari i polític català.
El seu pare, Jaume Prius Montaner, va ser un fabricant de teixits de bona posició econòmica, un dels primers artesans tèxtils de Reus, membre de la Milícia Nacional el 1820, i també un polític moderat. Francesc Prius, amb el seu germà Jaume, va continuar l'empresa del seu pare, modernitzant-la, i transformant-la en una important fàbrica de teixits de cotó. Vinculat amb sectors conservadors, va ser alcalde de Reus del 1891 al 1893. Va governar el consistori en minoria, i des de la seva presa de possessió diversos diaris el van criticar. Las Circunstancias deia: "se ha nombrado al señor Prius, "persona que tan escasas simpatias cuenta en el seno del ayuntamiento y entre el vecindario". Els regidors liberals i catalanistes van iniciar una estratègia vexatòria contra Prius, i usaven els plens per debatre temes que afectessin directament l'alcalde. Debatien qüestions que, com que l'implicaven personalment, l'obligaven a abandonar la presidència de la sessió i a actuar com un regidor més. Pau Font de Rubinat, que era regidor, va ser un dels que l'atacà amb més duresa. Pel gener de 1892 una majoria de regidors van demanar el processament de l'alcalde "per extralimitació de funcions" i van denunciar-lo al govern civil. Però el jutjat de primera instància estava controlat per cacics conservadors, com ara Roig i Marín, i van aconseguir empresonar Ricard Salvadó, director del periòdic satíric La Tos que havia atacat durament a Prius i havia publicat a Las Circunstancias articles que denunciaven l'arbitrarietat de l'alcalde. Durant algunes setmanes Prius deixà d'assistir a les sessions de l'ajuntament, i semblava que els ànims s'havien calmat. Però va tornar i hi va haver un greu enfrontament, entre els conservadors i els possibilistes. Entre setembre de 1892 i juliol de 1893 tretze dels regidors de l'oposició van ser processats per usurpació de funcions i rellevats de les responsabilitats municipals, perquè havien nomenat en absència de l'alcalde, els dependents que s'havien d'encarregar de la recollida dels impostos de consums. Però l'oposició va trobar un motiu per processar Prius, quan es va exhumar un difunt a causa de la verola que feia 48 hores que havia mort. Van retornar els regidors processats i va ser nomenat alcalde Casimir Grau.